# جيفري لايبر
جيفري لايبر (بالإنجليزية: Jeffrey Lieber)‏ هو كاتب سيناريو أمريكي، ولد في 1969 في إيفانستون في الولايات المتحدة.

## وصلات خارجية
- جيفري لايبر على موقع IMDb (الإنجليزية)
- جيفري لايبر على موقع ألو سيني (الفرنسية)
- جيفري لايبر على موقع أول موفي (الإنجليزية)
- جيفري لايبر على موقع قاعدة بيانات الفيلم (الإنجليزية)
- جيفري لايبر على موقع كينوبويسك (الروسية)